# Cease and desist
Cease and desist (cessar e desistir, também chamado de C & D) é uma ordem ou pedido para cessar uma atividade, sob pena de ação judicial. Tanto pessoas físicas como pessoas jurídicas podem receber uma ordem de cease and desist.
O termo é usado em dois contextos diferentes. Uma ordem de cease and desist pode ser concedida por um juiz ou autoridade pública, com significado jurídico bem definido. Por outro lado, uma carta de cease and desist pode ser enviada por qualquer pessoa, embora seja normalmente redigida por um advogado.